# 카와마타비메
카와마타비메(일본어: 河俣毘売,?~?)는 스이제이 천황(綏靖天皇)의 황후이며 안네이 천황(安寧天皇)의 어머니가 되는 인물이다.
《고사기》에는 카와마타비메가 나오는데, 사목현주(師木県主)의 조상이 되는 가계 출신으로 나와 있다.
사목현주(師木県主) 파연(波延)의 딸이며, 생몰년은 미상이다.
한편, 《일본사기》의 제1권의 일서에서는 카와마타히메(川派媛)가 나오며, 시키현(磯城県) 주(主)의 딸로 되어 있다.
그러나 의 본문과 제2권 일서에는 카와마타비메는 등장하지 않고, 본문에는 이스즈요리히메(五十鈴依媛命), 제2권의 일서에는 카스가아가타누시오히모로(春日県主大日諸)의 딸인 이토리히메(糸織媛)가 스이제이 천황의 황후라고 나와 있다.
결사팔대(欠史八代) 때문에 실제로 존재하지 않았다고 여겨진다.